# Monte Faloria
Der Monte Faloria (auch Tondi di Faloria) ist ein 2352 m s.l.m. (nach anderen Angaben auch 2362 m) hoher Berg in den Ampezzaner Dolomiten und nördlicher Vorgipfel der Sorapissgruppe. Er liegt östlich von Cortina d’Ampezzo in der Provinz Belluno in Venetien.
Knapp unterhalb des Gipfels liegt die Schutzhütte Rifugio Capanna Tondi di Faloria (2310 m).
Aus dem Zentrum von Cortina d’Ampezzo fährt eine Seilbahn auf den Faloria, wo sich das gleichnamige Rifugio Faloria (2123 m) befindet. Von der Bergstation können auch Ungeübte ins Tal hinab wandern. Im Winter gibt es verschiedene Skipisten.
Bei den Olympischen Winterspielen 1956 wurde am Monte Faloria der Riesenslalom der Männer der Piste „Ilio Colli“ ausgetragen. Der Riesenslalom der Frauen wurde wegen der schlechten Schneeverhältnisse vom Monte Faloria auf die Abfahrtsstrecke der Tofana verlegt.

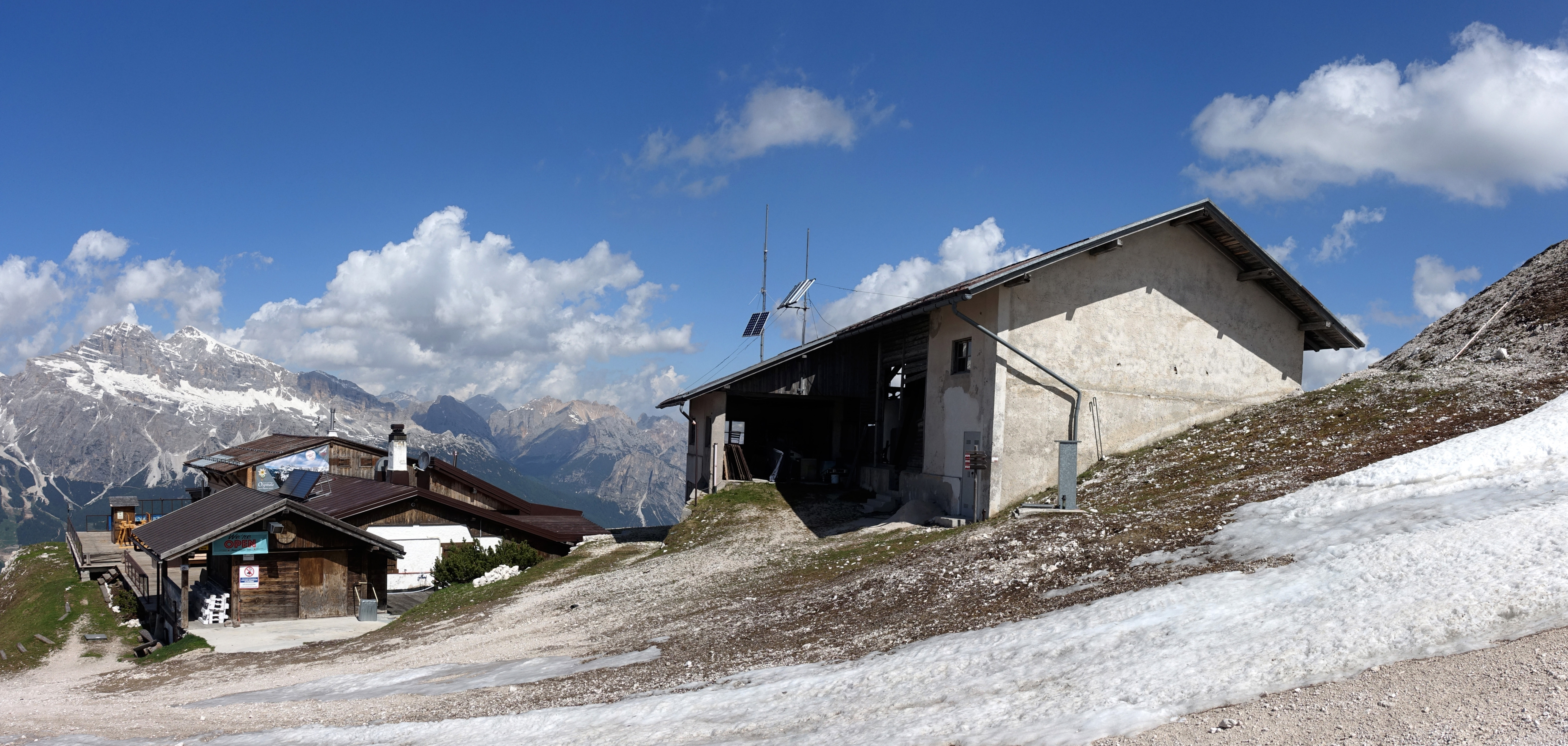
Rifugio Capanna Tondi di Faloria
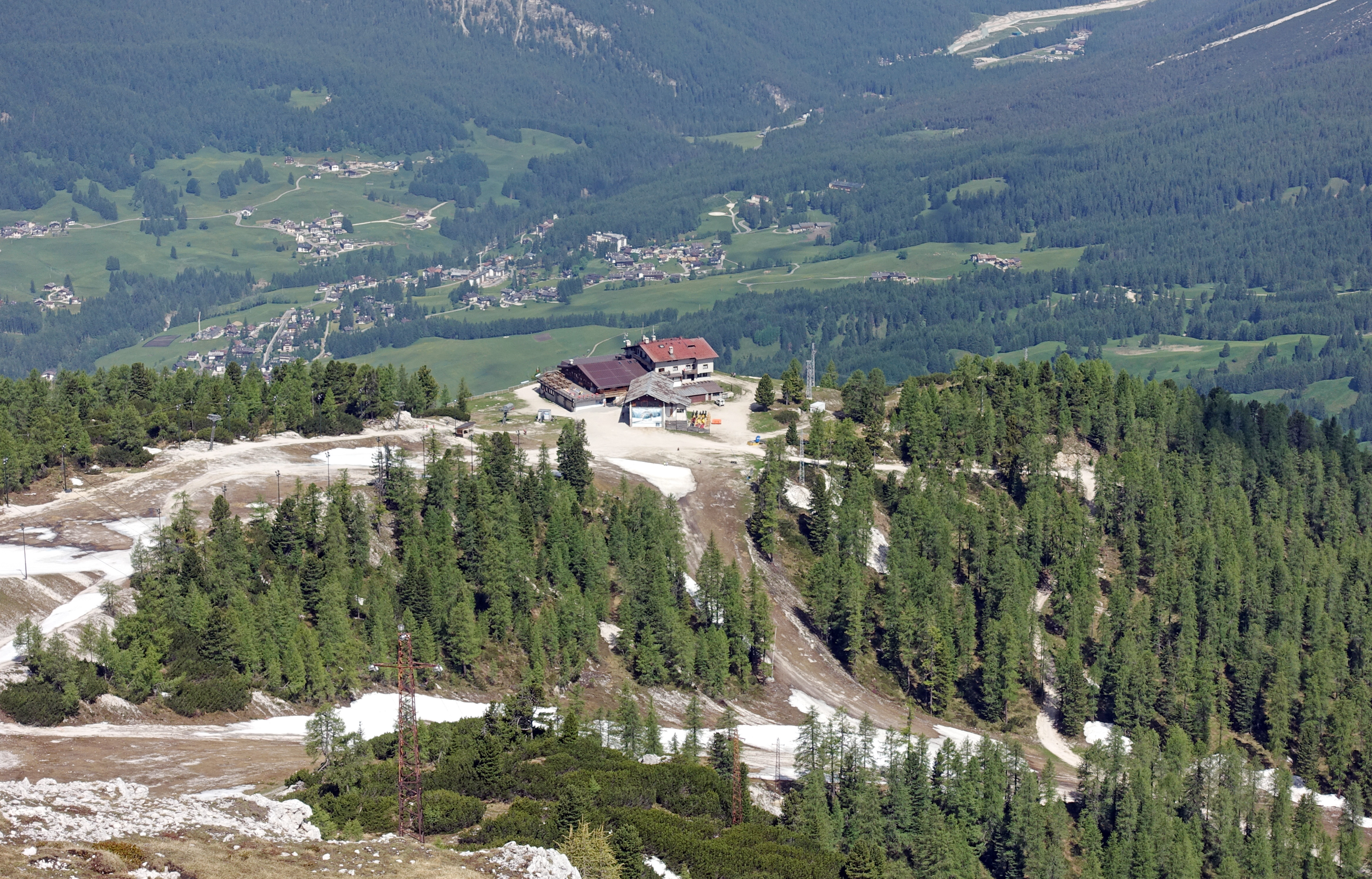
Rifugio Faloria